# Activité de l'eau

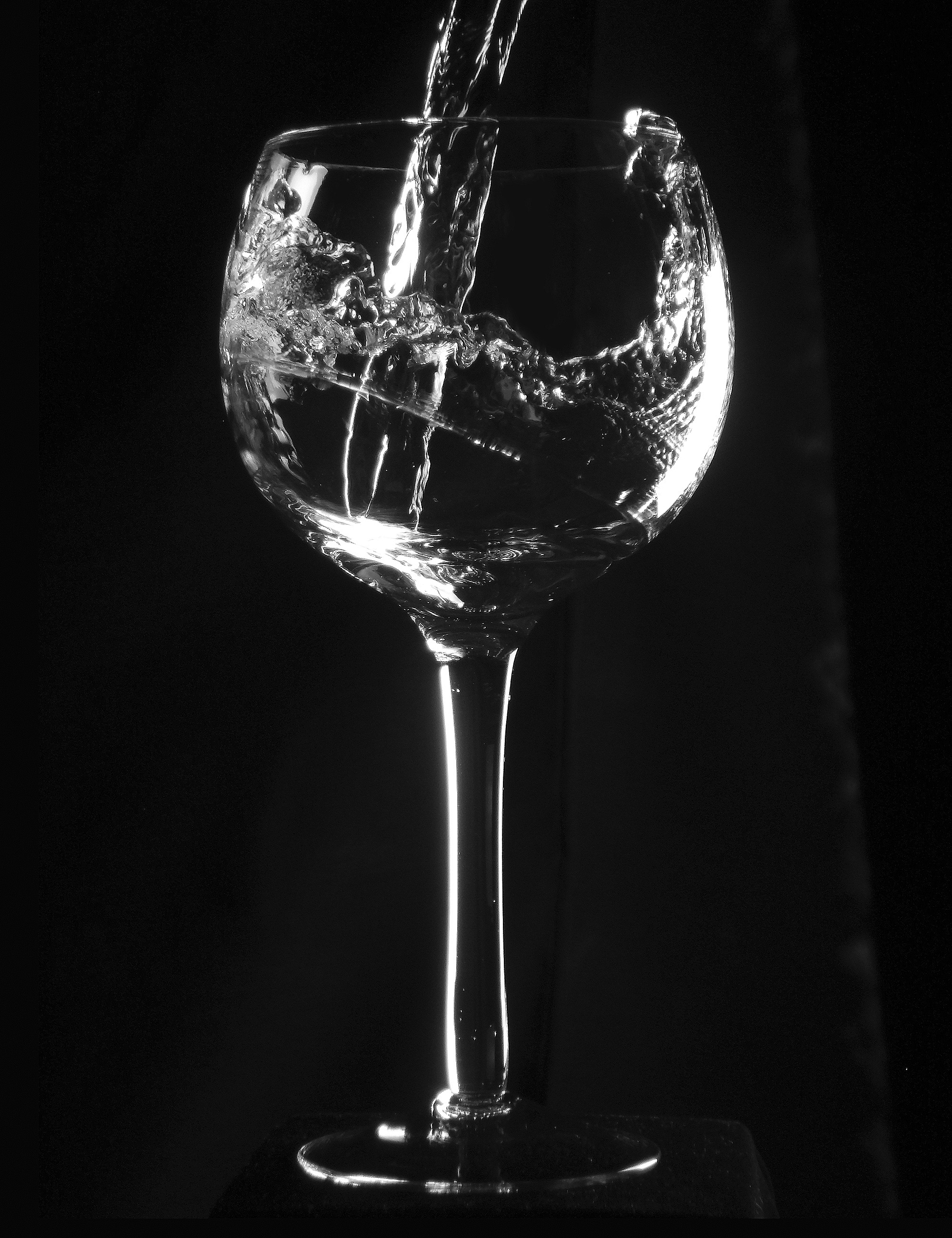
L'eau.

L'activité de l'eau (symbole {\displaystyle a_{\mathrm {w} }} pour activity of water) dans un milieu humide donné correspond à son humidité relative, soit la pression de vapeur d'eau p d'une atmosphère gazeuse en équilibre avec ce milieu divisée par la pression de vapeur saturante {\displaystyle p_{0}} de cette atmosphère à la même température.
{\displaystyle a_{\mathrm {w} }\equiv {\frac {p}{p_{0}}}}
Ce paramètre traduit les interactions de l'eau avec la matrice de l'aliment.
L'activité de l'eau est l'un des principaux paramètres influençant la conservation des aliments ou des produits pharmaceutiques. Les micro-organismes ont besoin d'eau « libre » (libre pour les réactions biochimiques) pour se développer. L'activité de l'eau ne représente pas la teneur en eau (ou humidité) mais bien la disponibilité de cette eau. Plus l'activité de l'eau est élevée, plus la quantité d'eau libre est grande (1 étant le maximum) et plus les micro-organismes se développeront. Les champignons ont habituellement besoin d'une {\displaystyle a_{\mathrm {w} }} d'au moins 0,7 et les bactéries d'au moins 0,91.
L'eau a aussi une influence sur la texture de l'aliment. Le contrôle de l'eau est maintenant un paramètre défini validé par l'USP 1112. 
Afin de diminuer cette activité, on peut :
- sécher le produit ;
- ajouter un soluté qui va fixer l'eau et la rendre non-utilisable par les micro-organismes : c'est la salaison des produits de charcuterie, par exemple, ou le sucrage des confitures.

On considère généralement que les développements microbiens (activité bactérienne) sont bloqués si l'activité de l'eau est inférieure à une valeur de 0,6.